# Spargania flavisquamata
Spargania flavisquamata là một loài bướm đêm trong họ Geometridae.